# Mesic (Carolina do Norte)
Mesic é uma cidade  localizada no estado norte-americano de Carolina do Norte, no Condado de Pamlico.

## Demografia
Segundo o censo norte-americano de 2000, a sua população era de 257 habitantes.
Em 2006, foi estimada uma população de 248, um decréscimo de 9 (-3.5%).

## Geografia
De acordo com o United States Census Bureau tem uma área de
3,1 km², dos quais 2,8 km² cobertos por terra e 0,3 km² cobertos por água.

## Localidades na vizinhança
O diagrama seguinte representa as localidades num raio de 20 km ao redor de Mesic.